# Saint-Jean-Brévelay
Saint-Jean-Brévelay é uma comuna francesa na região administrativa da Bretanha, no departamento Morbihan. Estende-se por uma área de 42,04 km². Em 2010 a comuna tinha 2 953 habitantes (densidade: 70,2 hab./km²).